# Neostauropus basinigra
Neostauropus basinigra är en fjärilsart som beskrevs av Moore 1865. Neostauropus basinigra ingår i släktet Neostauropus och familjen tandspinnare. Inga underarter finns listade i Catalogue of Life.